# Liliom (1934)
Liliom is een Franse dramafilm uit 1934 onder regie van Fritz Lang, gebaseerd op het gelijknamige toneelstuk uit 1909 van Ferenc Molnár.

## Verhaal
Liliom werkt bij een draaimolen op de kermis. Hij wordt verliefd op een jonge vrouw. Ze worden allebei ontslagen en als de vrouw zwanger wordt, besluit Liliom een overval te plegen. Daarbij sterft hij. Vijftien jaar later keert Liliom terug naar de aarde om zijn fout recht te zetten.

## Rolverdeling
| Acteur             | Personage     |
| ------------------ | ------------- |
| Madeleine Ozeray   | Julie         |
| Charles Boyer      | Liliom        |
| Pierre Alcover     | Alfred        |
| Roland Toutain     | Matroos       |
| Robert Arnoux      | Draaier       |
| Alexandre Rignault | Hollinger     |
| Raoul Marco        | Detective     |
| Antonin Artaud     | Messenslijper |
| Noël Roquevert     | Brigadier     |